# Tayseer Allouni

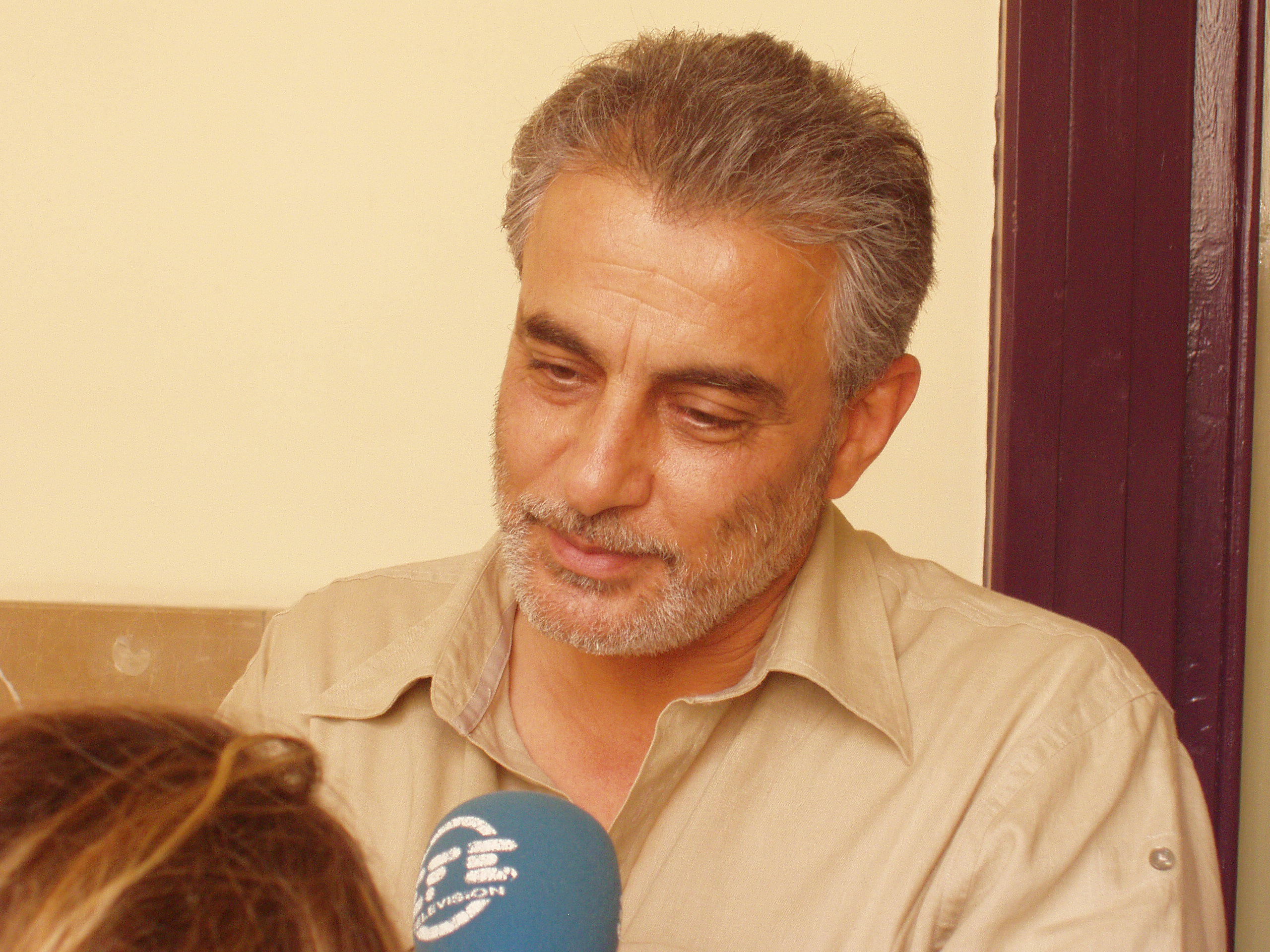
Tayseer Allouni

Tayseer Allouni (Arabisch: تيسير علوني) (Deir ez-Zor, 1955) is een Spaanse journalist, die werkt voor de Arabische televisiezender Al Jazeera.
Hij werd geboren in Syrië en kreeg in 1988 de Spaanse nationaliteit. Allouni is onder meer bekend vanwege zijn interview met Osama bin Laden. 
Op 26 september 2005 werd hij in Madrid veroordeeld tot zeven jaar gevangenisstraf wegens hulp aan Al Qaida. In 2013 interviewde hij Ahmad Hussein al-Sharaa, die destijds leider was van het toenmalige Al-Nusra Front.